# 戈賓奴
戈賓奴（Kopino），是菲律賓俚語，即是韓國男人與獨身菲律賓女人的混血兒。

## 背景
這些混血兒多是因韓國男人到菲律賓買春後留下的子孫，估計人口有30000人。其中大多數人集中在馬尼拉大都會區和奎松市，他們的母親多是這些地方酒吧的陪酒女郎。男人在買春後便回國，由於菲律賓不允許墮胎的嚴格天主教文化，菲律賓女人便生下這些孩子。他們中的大多數人不再與菲律賓的孩子聯繫，也不再提供任何形式的支援。然後，責任落在了菲律賓母親身上，她被迫自己撫養孩子。